# Szaúd-Arábia hívójelkörzetei
Szaúd-Arábia jelenleg (2024) nincs felosztva hívójelkörzetekre.
Szaúd-Arábia számára az ITU az HZ, [7..8]Z hívójelprefixet határozta meg.
| Prefix  | Körzet | Hely/jelleg                                     | ITU zóna | CQ zóna | 1 szintű QTH lokátor |
| ------- | ------ | ----------------------------------------------- | -------- | ------- | -------------------- |
| HZ      | [0..9] | Szaúd-Arábia                                    | 39       | 21      | KM, LM, KL, LL, LK   |
| [7..8]Z | [0..9] | Szaúd-Arábia                                    | 39       | 21      | KM, LM, KL, LL, LK   |
| 8Z      | 4      | Irak - Szaúd-Arábia semleges zóna (kivezetve)   | 39       | 21      | KM, LM, KL, LL, LK   |
| 8Z      | 5      | Kuvait - Szaúd-Arábia semleges zóna (kivezetve) | 39       | 21      | KM, LM, KL, LL, LK   |

## Lajstromjel
Vízi és légi járművek lajstromjelezéséhez a HZ prefixet használják.